# IC 4384
IC 4384 ist eine linsenförmige Galaxie vom Hubble-Typ S0 im Sternbild Bärenhüter am Nordsternhimmel. Sie ist schätzungsweise 470 Millionen Lichtjahre von der Milchstraße entfernt.
Das Objekt wurde am 14. Juni 1895 von Stéphane Javelle entdeckt.